# Ле-Парк
Ле-Парк (фр. Le Parcq) — коммуна во Франции, регион О-де-Франс, департамент Па-де-Кале, округ Монтрёй, кантон Оси-ле-Шато. Деревня расположена в 51 км к западу от Арраса и в 75 км к югу от Кале.
Население (2018) — 760 человек.

## Достопримечательности
- Шато Эструваль (Château d'Estruval) XIX века
- Церковь Святого Николая XVI века
- Часовня Нотр-Дам XIX века

## Администрация
Пост мэра Ле-Парка с 2020 года занимает Жерар Ванданов (Gérard Vandenhove). 

## Демография
Динамика численности населения, чел.

## Ссылки

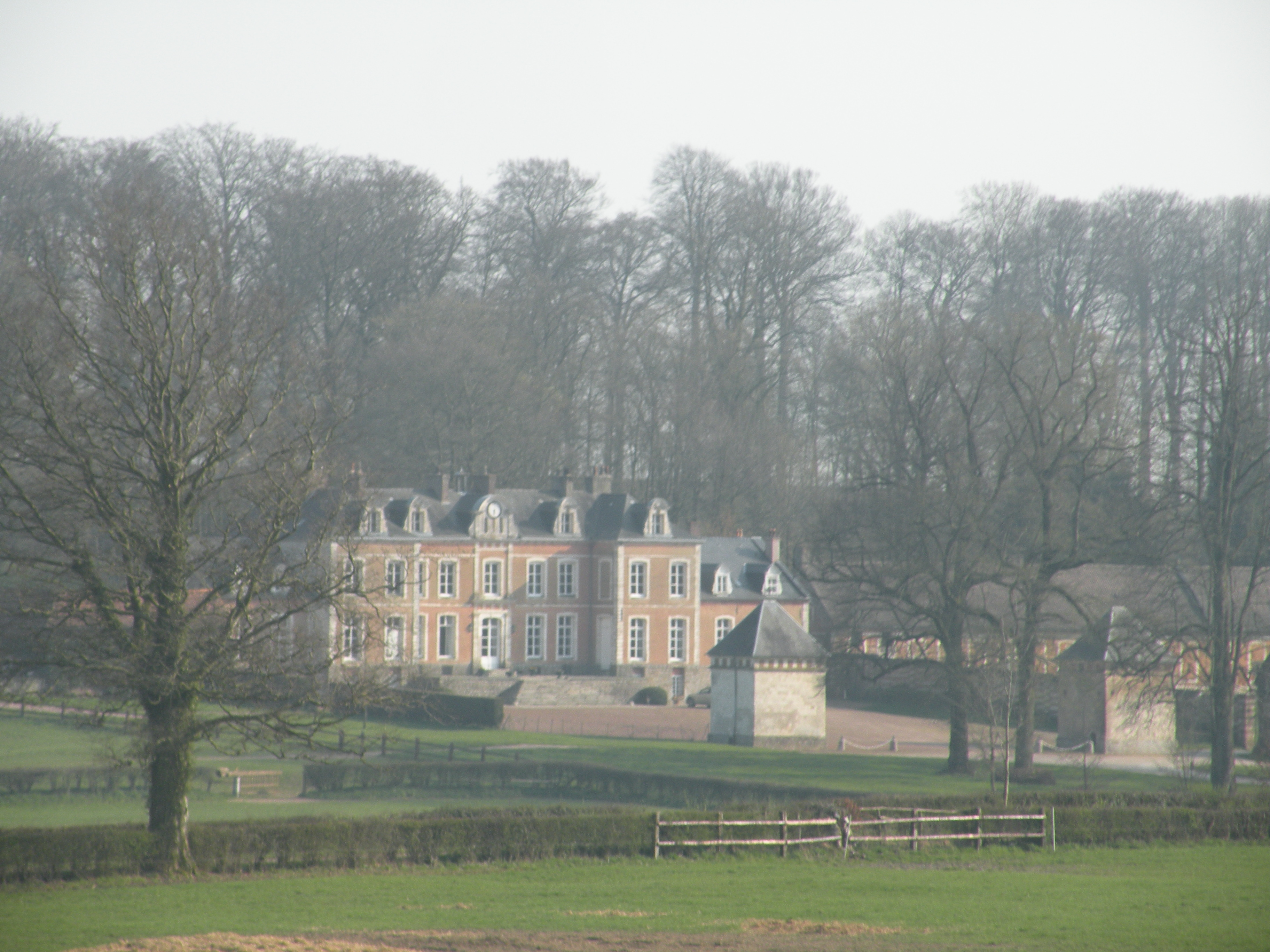
Шато Эструваль